# Валя-Мерулуй (Бакеу)
Валя-Мерулуй (рум. Valea Mărului) — село у повіті Бакеу в Румунії. Входить до складу комуни Ліпова.
Село розташоване на відстані 270 км на північ від Бухареста, 28 км на північний схід від Бакеу, 54 км на південний захід від Ясс.

## Населення
За даними перепису населення 2002 року у селі проживали 53 особи, усі — румуни. Усі жителі села рідною мовою назвали румунську.